# Synagogenbezirk Ruhrort
Der Synagogenbezirk Ruhrort mit Sitz in Ruhrort, seit 1905 ein Stadtteil von Duisburg in Nordrhein-Westfalen, wurde nach dem Preußischen Judengesetz von 1847 geschaffen. 
Ab 1854 gehörte die jüdische Gemeinde Ruhrort zunächst als Spezialgemeinde zum Synagogenbezirk Duisburg. Etwa 1878/79 wurde der Synagogenbezirk Ruhrort, zu dem auch Meiderich, Laar, Stockum sowie zum Teil Beeck und Beeckerwerth gehörten, errichtet. 
Im Jahr 1925 lebten im Synagogenbezirk Ruhrort 487 Juden und im Jahr 1932 400. 1932 waren Duisburg-Beeck, Duisburg-Laar und Duisburg-Meiderich angeschlossen. Im Jahr 1937 wurden die Synagogenbezirke Duisburg, Hamborn und Ruhrort zusammengeschlossen.